# Prix de Rome canadien
Pour les articles homonymes, voir Prix de Rome (homonymie).
Le prix de Rome canadien a été créé en 1987, il est décerné par le Conseil des Arts du Canada à un architecte ou un collectif d'architectes. À Rome le lauréat est logé sur la Piazza Sant'Apollonia, dans le district de Trastevere.
Deux prix annuels sont décernés : le prix de Rome professionnel en architecture et le prix de Rome en architecture, début de carrière.

## Liste des lauréats en architecture
- 1994 - Hal Ingberg
- 1996 - Philippe Lupien (prix professionnel)
- 2007 - Manon Asselin et Katsuhiro Yamazaki de l'Atelier TAG (prix professionnel) (voir aussi : Bibliothèque municipale de Châteauguay)
- 2009 - Elizabeth Paden (prix début de carrière)

## Prix de Rome décernés par d'autres pays
- Prix de Rome américain
- Prix de Rome belge
- Prix de Rome
- Prix de Rome néerlandais